# 수원회생법원
수원회생법원(水原回生法院)은 사건을 보다 신속하게 처리해 채권자와 채무자 모두에게 도움을 주고, 구성원들의 전문성도 높이기 위해 수원지방법원 파산부를 독립시켜 만든 회생법원이다. 경기도 남부 지역(수원고등법원 관할 구역)을 관할한다. 경기도 수원시 영통구 법조로 105에 위치하고 있다.

## 조직
- 재판부 - 회생·파산합부, 회생합의부, 민사·항소·신청합의, 개인파산단독, 개인회생단독, 일반회생단독, 민사·신청단독, 조정단독
- 사무국 - 총무과, 파산과, 개인회생과

## 역대 법원장
- 1대 이건배 (2023년 3월 1일 ~ 2024년 2월 4일)
- 2대 김상규 (2024년 2월 5일 ~ )

## 같이 보기
- 대한민국의 회생법원